# Chủ nghĩa phi lý

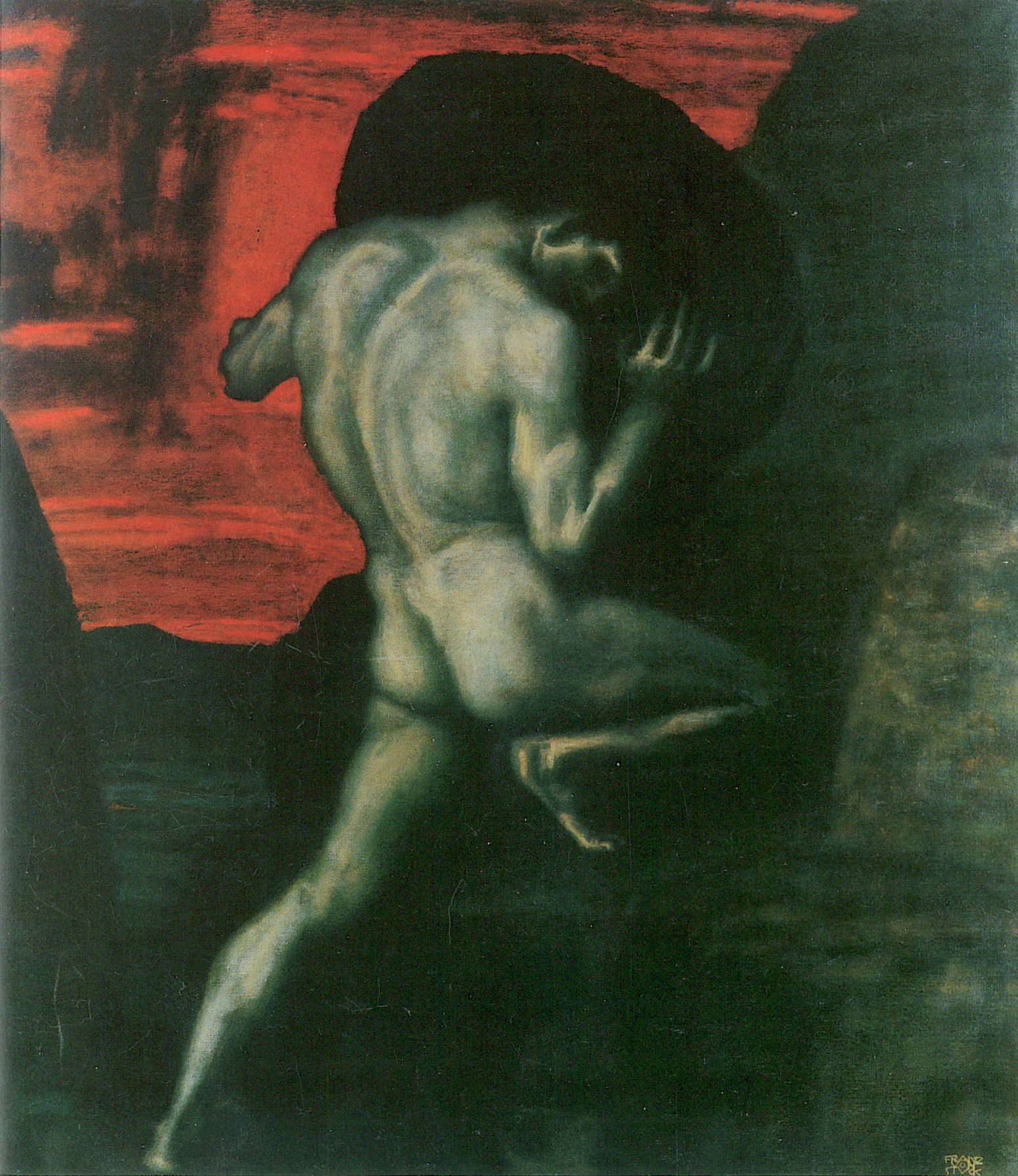
Sisyphus, Biểu tượng cho sự tồn tại của sự phi lý

Chủ nghĩa phi lý (tiếng Anh: Absurdism) là một học thuyết triết học cho rằng mọi sự tồn tại đều là vô lý. Học thuyết này cho rằng thế giới không thể hiểu bằng những lý lẽ. Cụm từ "phi lý" đề cập đến giá trị vốn có và ý nghĩa, những thứ con người không thể tìm thấy được trong vũ trụ, hoặc những sai lệch trong bản chất của một sự vật. Học thuyết thường được mô tả như là kết quả của sự va chạm giữa con người có Lý tính với vũ trụ phi lý, giữa chủ ý với kết quả. Điểm quan trọng của học thuyết này là nó tuyên bố rằng toàn bộ thế giới này là phi lý. 
Các lập luận ủng hộ chủ nghĩa này thường tập trung vào tầm quan trọng của con người trong vũ trụ, hoặc là về vai trò của cái chết, về tính hợp lý hay phi lý của kết quả cuối cùng. Những người bảo vệ chủ nghĩa này đã lên tiếng cho rằng, nó đã không nhận được sự quan tâm từ các triết gia chuyên nghiệp như giá trị mà nó mang lại. Ba nội dung thường được thảo luận trong triết học phi lý cổ là sự tự sát, đức tin vào những điều tốt đẹp trong tôn giáo, và những cuộc nổi loạn chống lại phi lý. Trong đó, sự nổi loạn lại không giống 2 điều còn lại, nó không thoát khỏi sự phi lý, mặt khác nó còn công nhận chính sự phi lý. Các triết học gia sau này cũng đã đề xuất bổ sung thêm, như sự dụng sự châm biếm để thoát khỏi cuộc sống căng thẳng hoặc né tránh trách nhiệm trong những cuộc xung đột. Những người công nhận chủ nghĩa phi lý cho rằng con người phản ứng như nào hay ra sao không hề quan trọng. Điều này được dựa trên quan niệm cho rằng nếu một thứ không thực sự quan trọng thì sự trả lời của con người với điều đó cũng không quan trọng.
Thuật ngữ "chủ nghĩa phi lý" được gắn liền với triết học của Albert Camus. Mặt khác, những tiền đề quan trọng và những thảo luận về sự vô lý lại được tìm thấy trong các tác phẩm của Søren Kierkegaard. Chủ nghĩa phi lý có liên quan đến nhiều quan điểm và khái niệm khác. Những thứ căn bản của chỉ nghĩa này được xây dựng một phần trên chủ nghĩa hiện sinh. Tuy vậy, chủ nghĩa hiện sinh có quan điểm lạc quan hơn với giá trị và ý nghĩa mà con người có thể tìm được trong cuộc sống. Chủ nghĩa phi lý và chủ nghĩa hư vô lại có đồng quan điểm khi cùng cho rằng cuộc sống của con người vô giá trị. Nhưng những người theo chủ nghĩa phi lý không cho rằng đây là một sự thật biệt lập. Thay vào đó, họ lại quan tâm đến phản ứng giữa sự khao khát của con người với thế giới không có những sự khao khát đó. Kết quả của cuộc xung đột này có thể dẫn đến khủng hoảng hiện sinh, khi đó sự lo lắng hoặc trầm cảm có thể thúc đẩy những người khủng hoảng tìm cách giải quyết. Mặt khác, việc thừa nhận sự thiếu vắng của ý nghĩa khách quan lại có thể khiến cho những con người có tri giác có thể tìm thấy ý nghĩa chủ quan tại những điểm ngẫu nhiên.